# Liste der Nummer-eins-Hits in Italien (2007)
Diese Liste der Nummer-eins-Hits basiert auf den offiziellen Chartlisten der Federazione Industria Musicale Italiana (FIMI), der italienischen Landesgruppe der IFPI, im Jahr 2007. Berücksichtigt werden die Album- und Singlecharts; letztere wurden mit Jahresende eingestellt.
Zusätzlich sind die Single-Downloadcharts aufgeführt, die ab 2008 an die Stelle der offiziellen Singlecharts traten.

## Singles
| ← 2006 ← | Liste der Nummer-eins-Hits in Italien | Liste der Nummer-eins-Hits in Italien | Liste der Nummer-eins-Hits in Italien                                                          | 2008 → |
| \| Zeitraum \| Wo. ges. \| Interpret \| Titel Autor(en) \| Zusätzliche Informationen \| \| (Zeitraum, Wochen auf Platz eins, Interpret, Titel, Autor[en], zusätzliche Informationen) \| \| \| \| \| \| ----------------------------------------------------------------------------------------- \| -------- \| ------------------------------ \| ---------------------------------------------------------------------------------------------- \| --------------------------------------------------------------------------------------------------------------------------------------------------------------------------------------------------------------------------------------------------------------------------------------------------------------------------------------------------------------------------------------------------------------------- \| \| 29. Dezember 2006 – 4. Januar 2007 1 Woche (insgesamt 6) \| 6 \| U2 feat. Green Day \| The Saints Are Coming Richard Jobson, Stuart Adamson \| Die Charitysingle stellte ein Cover eines Songs von The Skids dar (kombiniert mit Teilen von The House of the Rising Sun) und sammelte Geld für die Opfer des Hurrikans Katrina. \| \| 5. Januar 2007 – 11. Januar 2007 1 Woche (insgesamt 3) \| 3 \| Laura Pausini \| Io canto Marco Luberti, Riccardo Cocciante \| Mit einem Cocciante-Cover gelang der italienischen Sängerin ein weiterer Nummer-eins-Hit. \| \| 12. Januar 2007 – 8. Februar 2007 4 Wochen \| 4 \| U2 \| Window in the Skies U2, Des Clarke \| Der irischen Rockband gelang der zweite Nummer-eins-Hit innerhalb eines Monats. \| \| 9. Februar 2007 – 22. Februar 2007 2 Wochen \| 2 \| Daniele Battaglia feat. Brenda \| Vorrei dirti che è facile Daniele Battaglia, Dodi Battaglia \| Battaglias Debütsingle brachte ihm sogleich eine Nummer eins ein; er hatte das Lied zusammen mit seinem Vater, Mitglied der Band Pooh, geschrieben. \| \| 23. Februar 2007 – 1. März 2007 1 Woche \| 1 \| Mika \| Grace Kelly Mica Penniman, Jodi Marr, John Merchant, Dan Warner \| Dem britischen Musiker gelang sein erster Nummer-eins-Hit in Italien. \| \| 2. März 2007 – 8. März 2007 1 Woche \| 1 \| Paolo Meneguzzi \| Musica Paolo Meneguzzi, Dino Melotti, Rosario Di Bella \| Mit diesem Lied nahm der Schweizer Sänger am Sanremo-Festival 2007 teil; es gewann beim Televoting, erreichte in der Gesamtwertung jedoch nur den sechsten Platz. Im Anschluss gelang Meneguzzi sein erster Nummer-eins-Hit, womit er der einzige aus der Hauptkategorie des Festivals ist, der die Spitze erreichen konnte; der Sieger und der Viertplatzierte erreichten stattdessen die Spitze der Downloadcharts. \| \| 9. März 2007 – 22. März 2007 2 Wochen \| 2 \| Jennifer Lopez \| Qué hiciste Marc Anthony, Julio Reyes, Jimena Romero \| – \| \| 23. März 2007 – 29. März 2007 1 Woche \| 1 \| Fabrizio Moro \| Pensa Fabrizio Moro \| Der Sieger der Newcomer-Kategorie des Sanremo-Festivals konnte mit seinem gegen die italienische Mafia gerichteten Lied auch einen ersten Platz in den Charts erreichen. \| \| 30. März 2007 – 12. April 2007 2 Wochen \| 2 \| Avril Lavigne \| Girlfriend Avril Lavigne, Lukasz Gottwald \| – \| \| 13. April 2007 – 10. Mai 2007 4 Wochen \| 4 \| Beyoncé feat. Shakira \| Beautiful Liar Beyoncé Knowles, Amanda Ghost, Ian Dench, Mikkel S. Eriksen, Tor Erik Hermansen \| – \| \| 11. Mai 2007 – 4. Oktober 2007 21 Wochen \| 21 \| Vasco Rossi \| Vasco Extended Play Vasco Rossi / Mogol, Carlo Donida \| Die EP des italienischen Rockstars enthält die beiden gleichsam erfolgreichen Titel Basta poco und La compagnia und konnte sich in den Singlecharts platzieren. Sie hält den Rekord für den längsten Aufenthalt an der Spitze der italienischen Singlecharts. \| \| 5. Oktober 2007 – 20. Dezember 2007 11 Wochen \| 11 \| Eros Ramazzotti & Ricky Martin \| Non siamo soli Claudio Guidetti, Eros Ramazzotti, Kaballà, Mila Ortiz Martin \| Mit der ersten aus seinem Best-of-Album e² ausgekoppelten Single gelang dem italienischen Musiker in Zusammenarbeit mit dem puerto-ricanischen Popstar ein weiterer Nummer-eins-Hit. \| \| 21. Dezember 2007 – 27. Dezember 2007 1 Woche \| 1 \| Vasco Rossi \| The Singles Collection – \| Die aus 10 CDs bestehende, limitierte Kompilation des Rockstars stieg fälschlich in die Singlecharts ein. \| \| 28. Dezember 2007 – 3. Januar 2008 1 Woche \| 1 \| Ligabue \| Niente paura Luciano Ligabue \| – \| |                                       |                                       |                                                                                                | |
| ← 2006 |                                       |                                       |                                                                                                | → 2008 → |
| Zeitraum | Wo. ges.                              | Interpret                             | Titel Autor(en)                                                                                | Zusätzliche Informationen |
| (Zeitraum, Wochen auf Platz eins, Interpret, Titel, Autor[en], zusätzliche Informationen) |                                       |                                       |                                                                                                | |
| 29. Dezember 2006 – 4. Januar 2007 1 Woche (insgesamt 6) | 6                                     | U2 feat. Green Day                    | The Saints Are Coming Richard Jobson, Stuart Adamson                                           | Die Charitysingle stellte ein Cover eines Songs von The Skids dar (kombiniert mit Teilen von The House of the Rising Sun) und sammelte Geld für die Opfer des Hurrikans Katrina. |
| 5. Januar 2007 – 11. Januar 2007 1 Woche (insgesamt 3) | 3                                     | Laura Pausini                         | Io canto Marco Luberti, Riccardo Cocciante                                                     | Mit einem Cocciante-Cover gelang der italienischen Sängerin ein weiterer Nummer-eins-Hit. |
| 12. Januar 2007 – 8. Februar 2007 4 Wochen | 4                                     | U2                                    | Window in the Skies U2, Des Clarke                                                             | Der irischen Rockband gelang der zweite Nummer-eins-Hit innerhalb eines Monats. |
| 9. Februar 2007 – 22. Februar 2007 2 Wochen | 2                                     | Daniele Battaglia feat. Brenda        | Vorrei dirti che è facile Daniele Battaglia, Dodi Battaglia                                    | Battaglias Debütsingle brachte ihm sogleich eine Nummer eins ein; er hatte das Lied zusammen mit seinem Vater, Mitglied der Band Pooh, geschrieben. |
| 23. Februar 2007 – 1. März 2007 1 Woche | 1                                     | Mika                                  | Grace Kelly Mica Penniman, Jodi Marr, John Merchant, Dan Warner                                | Dem britischen Musiker gelang sein erster Nummer-eins-Hit in Italien. |
| 2. März 2007 – 8. März 2007 1 Woche | 1                                     | Paolo Meneguzzi                       | Musica Paolo Meneguzzi, Dino Melotti, Rosario Di Bella                                         | Mit diesem Lied nahm der Schweizer Sänger am Sanremo-Festival 2007 teil; es gewann beim Televoting, erreichte in der Gesamtwertung jedoch nur den sechsten Platz. Im Anschluss gelang Meneguzzi sein erster Nummer-eins-Hit, womit er der einzige aus der Hauptkategorie des Festivals ist, der die Spitze erreichen konnte; der Sieger und der Viertplatzierte erreichten stattdessen die Spitze der Downloadcharts. |
| 9. März 2007 – 22. März 2007 2 Wochen | 2                                     | Jennifer Lopez                        | Qué hiciste Marc Anthony, Julio Reyes, Jimena Romero                                           | – |
| 23. März 2007 – 29. März 2007 1 Woche | 1                                     | Fabrizio Moro                         | Pensa Fabrizio Moro                                                                            | Der Sieger der Newcomer-Kategorie des Sanremo-Festivals konnte mit seinem gegen die italienische Mafia gerichteten Lied auch einen ersten Platz in den Charts erreichen. |
| 30. März 2007 – 12. April 2007 2 Wochen | 2                                     | Avril Lavigne                         | Girlfriend Avril Lavigne, Lukasz Gottwald                                                      | – |
| 13. April 2007 – 10. Mai 2007 4 Wochen | 4                                     | Beyoncé feat. Shakira                 | Beautiful Liar Beyoncé Knowles, Amanda Ghost, Ian Dench, Mikkel S. Eriksen, Tor Erik Hermansen | – |
| 11. Mai 2007 – 4. Oktober 2007 21 Wochen | 21                                    | Vasco Rossi                           | Vasco Extended Play Vasco Rossi / Mogol, Carlo Donida                                          | Die EP des italienischen Rockstars enthält die beiden gleichsam erfolgreichen Titel Basta poco und La compagnia und konnte sich in den Singlecharts platzieren. Sie hält den Rekord für den längsten Aufenthalt an der Spitze der italienischen Singlecharts. |
| 5. Oktober 2007 – 20. Dezember 2007 11 Wochen | 11                                    | Eros Ramazzotti & Ricky Martin        | Non siamo soli Claudio Guidetti, Eros Ramazzotti, Kaballà, Mila Ortiz Martin                   | Mit der ersten aus seinem Best-of-Album e² ausgekoppelten Single gelang dem italienischen Musiker in Zusammenarbeit mit dem puerto-ricanischen Popstar ein weiterer Nummer-eins-Hit. |
| 21. Dezember 2007 – 27. Dezember 2007 1 Woche | 1                                     | Vasco Rossi                           | The Singles Collection –                                                                       | Die aus 10 CDs bestehende, limitierte Kompilation des Rockstars stieg fälschlich in die Singlecharts ein. |
| 28. Dezember 2007 – 3. Januar 2008 1 Woche | 1                                     | Ligabue                               | Niente paura Luciano Ligabue                                                                   | – |

| ← 2006 ← | Liste der Nummer-eins-Hits in Italien (Download) | Liste der Nummer-eins-Hits in Italien (Download) | Liste der Nummer-eins-Hits in Italien (Download)                                    | 2008 → |
| \| Zeitraum \| Wo. ges. \| Interpret \| Titel Autor(en) \| Zusätzliche Informationen \| \| (Zeitraum, Wochen auf Platz eins, Interpret, Titel, Autor[en], zusätzliche Informationen) \| \| \| \| \| \| ----------------------------------------------------------------------------------------- \| -------- \| ---------------------------------- \| ----------------------------------------------------------------------------------- \| ----------------------------------------------------------------------------------------------------------------------------------------------------------------------------------------------------------------------------------------------------------------------- \| \| 17. November 2006 – 4. Januar 2007 7 Wochen \| 7 \| Elisa feat. Ligabue \| Gli ostacoli del cuore Luciano Ligabue \| – \| \| 5. Januar 2007 – 18. Januar 2007 2 Wochen \| 2 \| Nelly Furtado feat. Zero Assoluto \| All Good Things (Come to an End) Nelly Furtado, Timbaland, Nate Hills, Chris Martin \| Furtado brachte die Zusammenarbeit mit der italienischen Band ihren ersten Nummer-eins-Hit ein, allerdings ausschließlich in den Downloadcharts. \| \| 19. Januar 2007 – 8. Februar 2007 3 Wochen \| 3 \| Vasco Rossi \| Basta poco Vasco Rossi \| Mit seiner ersten rein digital veröffentlichten Single gelang dem Rockstar ein Nummer-eins-Hit; als Teil der Vasco Extended Play stand das Lied später weitere 21 Wochen an der Spitze der Singlecharts. In der Jahreswertung der Downloads erreichte es Platz neun.[1] \| \| 9. Februar 2007 – 1. März 2007 3 Wochen \| 3 \| Gianna Nannini \| Meravigliosa creatura Gianna Nannini, Mara Redeghieri \| Das Lied aus dem Jahr 1995 wurde von Nannini 2004 auf dem Album Perle mit neuem Arrangement wiederveröffentlicht; 2007 gelangte es nach der Verwendung in einem Fiat-Werbespot an die Spitze der Downloadcharts. \| \| 2. März 2007 – 8. März 2007 1 Woche (insgesamt 3) \| 3 \| Mika \| Grace Kelly Mica Penniman, Jodi Marr, John Merchant, Dan Warner \| Auch in den Singlecharts schaffte es der britische Musiker mit dem Lied erstmals an die Spitze. Bei den meistgedownloadeten Liedern des Jahres belegte es den vierten Platz.[1] \| \| 9. März 2007 – 15. März 2007 1 Woche \| 1 \| Daniele Silvestri \| La paranza Daniele Silvestri \| Nach der Teilnahme am Sanremo-Festival 2007, wo das Lied den vierten Platz erreichte, gelang dem römischen Cantautore ein Nummer-eins-Hit in den Downloadcharts; in den Singlecharts blieb das Lied auf Platz zwei stehen. \| \| 16. März 2007 – 29. März 2007 2 Wochen \| 2 \| Simone Cristicchi \| Ti regalerò una rosa Simone Cristicchi \| Auch der Sieger des Sanremo-Festivals erreichte die Spitze der Downloadcharts, während es in den Singlecharts nur für Platz drei reichte. \| \| 30. März 2007 – 12. April 2007 2 Wochen (insgesamt 3) \| 3 \| Mika \| Grace Kelly Mica Penniman, Jodi Marr, John Merchant, Dan Warner \| – \| \| 13. April 2007 – 10. Mai 2007 4 Wochen \| 4 \| Michael Bublé \| Everything Michael Bublé, Alan Chang, Amy Foster-Gilles \| Dem Kanadier mit italienischer Staatsbürgerschaft gelang mit dem Lied nur in Italien ein Nummer-eins-Hit. Ein Jahr später stieg Everything erneut an die Spitze der Charts. \| \| 11. Mai 2007 – 17. Mai 2007 1 Woche (insgesamt 5) \| 5 \| Gaia & Luna \| Come Vasco Rossi Agostino Carollo \| Die Töchter des italienischen DJs Spankox besangen in dem Lied den Rockstar Vasco Rossi, dem sie damit an der Spitze der Downloadcharts Konkurrenz machten. In den Download-Jahrescharts gelang ihnen Platz fünf.[1] \| \| 18. Mai 2007 – 24. Mai 2007 1 Woche (insgesamt 2) \| 2 \| Vasco Rossi \| La compagnia Mogol, Carlo Donida \| Auch das zweite Lied, das später als Teil der Vasco Extended Play 21 Wochen lang den ersten Platz der Singlecharts belegen sollte, schaffte es an die Spitze der Downloadcharts. Es handelt sich um ein Cover des Liedes von Marisa Sannia. \| \| 25. Mai 2007 – 30. Mai 2007 1 Woche (insgesamt 5) \| 5 \| Gaia & Luna \| Come Vasco Rossi Agostino Carollo \| – \| \| 1. Juni 2007 – 7. Juni 2007 1 Woche (insgesamt 2) \| 2 \| Vasco Rossi \| La compagnia Mogol, Carlo Donida \| – \| \| 8. Juni 2007 – 28. Juni 2007 3 Wochen (insgesamt 5) \| 5 \| Gaia & Luna \| Come Vasco Rossi Agostino Carollo \| – \| \| 29. Juni 2007 – 5. Juli 2007 1 Woche (insgesamt 9) \| 9 \| Mika \| Relax (Take It Easy) Mica Penniman, Nick Van Eede \| In den Singlecharts gelang Mika nur mit Grace Kelly die Nummer eins, in den Downloadcharts hingegen konnten sich beide Singles an der Spitze positionieren. Relax war in Italien sogar das meistgedownloadete Lied des Jahres.[1] \| \| 6. Juli 2007 – 12. Juli 2007 1 Woche \| 1 \| Simone \| Niente da perdere Simone Tomassini \| – \| \| 13. Juli 2007 – 6. September 2007 8 Wochen (insgesamt 9) \| 9 \| Mika \| Relax (Take It Easy) Mica Penniman, Nick Van Eede \| – \| \| 7. September 2007 – 27. September 2007 3 Wochen \| 3 \| Tazenda feat. Eros Ramazzotti \| Domo mia Gino Marielli, Bassi \| Der sardischen Band brachte die Zusammenarbeit mit Ramazzotti einen Nummer-eins-Hit in den Downloadcharts und einen siebten Platz in der Jahreswertung.[1] \| \| 28. September 2007 – 25. Oktober 2007 4 Wochen \| 4 \| Eros Ramazzotti feat. Ricky Martin \| Non siamo soli Claudio Guidetti, Eros Ramazzotti, Kaballà, Mila Ortiz Martin \| Wie in den Singlecharts erreichte die Zusammenarbeit von Ramazzotti und Martin die Chartspitze; außerdem gelang dem Lied in beiden Jahreswertungen Platz zwei.[1] \| \| 26. Oktober 2007 – 1. November 2007 1 Woche (insgesamt 2) \| 2 \| Alicia Keys \| No One Alicia Keys, Kerry Brothers Jr., George M. Harry \| – \| \| 2. November 2007 – 13. Dezember 2007 6 Wochen \| 6 \| Ligabue \| Niente paura Luciano Ligabue \| 2008 stand das Lied eine weitere Woche an der Spitze der Charts. \| \| 14. Dezember 2007 – 20. Dezember 2007 1 Woche (insgesamt 2) \| 2 \| Alicia Keys \| No One Alicia Keys, Kerry Brothers Jr., George M. Harry \| – \| \| 21. Dezember 2007 – 27. Dezember 2007 1 Woche \| 1 \| Elvis Presley \| Baby Let’s Play House Arthur Gunter \| Im Folgejahr verbrachte der Elvis-Remix von DJ Spankox weitere sechs Wochen auf Platz eins. \| |                                                  |                                                  |                                                                                     | |
| ← 2006 |                                                  |                                                  |                                                                                     | → 2008 → |
| Zeitraum | Wo. ges.                                         | Interpret                                        | Titel Autor(en)                                                                     | Zusätzliche Informationen |
| (Zeitraum, Wochen auf Platz eins, Interpret, Titel, Autor[en], zusätzliche Informationen) |                                                  |                                                  |                                                                                     | |
| 17. November 2006 – 4. Januar 2007 7 Wochen | 7                                                | Elisa feat. Ligabue                              | Gli ostacoli del cuore Luciano Ligabue                                              | – |
| 5. Januar 2007 – 18. Januar 2007 2 Wochen | 2                                                | Nelly Furtado feat. Zero Assoluto                | All Good Things (Come to an End) Nelly Furtado, Timbaland, Nate Hills, Chris Martin | Furtado brachte die Zusammenarbeit mit der italienischen Band ihren ersten Nummer-eins-Hit ein, allerdings ausschließlich in den Downloadcharts. |
| 19. Januar 2007 – 8. Februar 2007 3 Wochen | 3                                                | Vasco Rossi                                      | Basta poco Vasco Rossi                                                              | Mit seiner ersten rein digital veröffentlichten Single gelang dem Rockstar ein Nummer-eins-Hit; als Teil der Vasco Extended Play stand das Lied später weitere 21 Wochen an der Spitze der Singlecharts. In der Jahreswertung der Downloads erreichte es Platz neun. |
| 9. Februar 2007 – 1. März 2007 3 Wochen | 3                                                | Gianna Nannini                                   | Meravigliosa creatura Gianna Nannini, Mara Redeghieri                               | Das Lied aus dem Jahr 1995 wurde von Nannini 2004 auf dem Album Perle mit neuem Arrangement wiederveröffentlicht; 2007 gelangte es nach der Verwendung in einem Fiat-Werbespot an die Spitze der Downloadcharts.                                                     |
| 2. März 2007 – 8. März 2007 1 Woche (insgesamt 3) | 3                                                | Mika                                             | Grace Kelly Mica Penniman, Jodi Marr, John Merchant, Dan Warner                     | Auch in den Singlecharts schaffte es der britische Musiker mit dem Lied erstmals an die Spitze. Bei den meistgedownloadeten Liedern des Jahres belegte es den vierten Platz.                                                                                         |
| 9. März 2007 – 15. März 2007 1 Woche | 1                                                | Daniele Silvestri                                | La paranza Daniele Silvestri                                                        | Nach der Teilnahme am Sanremo-Festival 2007, wo das Lied den vierten Platz erreichte, gelang dem römischen Cantautore ein Nummer-eins-Hit in den Downloadcharts; in den Singlecharts blieb das Lied auf Platz zwei stehen.                                           |
| 16. März 2007 – 29. März 2007 2 Wochen | 2                                                | Simone Cristicchi                                | Ti regalerò una rosa Simone Cristicchi                                              | Auch der Sieger des Sanremo-Festivals erreichte die Spitze der Downloadcharts, während es in den Singlecharts nur für Platz drei reichte. |
| 30. März 2007 – 12. April 2007 2 Wochen (insgesamt 3) | 3                                                | Mika                                             | Grace Kelly Mica Penniman, Jodi Marr, John Merchant, Dan Warner                     | – |
| 13. April 2007 – 10. Mai 2007 4 Wochen | 4                                                | Michael Bublé                                    | Everything Michael Bublé, Alan Chang, Amy Foster-Gilles                             | Dem Kanadier mit italienischer Staatsbürgerschaft gelang mit dem Lied nur in Italien ein Nummer-eins-Hit. Ein Jahr später stieg Everything erneut an die Spitze der Charts.                                                                                          |
| 11. Mai 2007 – 17. Mai 2007 1 Woche (insgesamt 5) | 5                                                | Gaia & Luna                                      | Come Vasco Rossi Agostino Carollo                                                   | Die Töchter des italienischen DJs Spankox besangen in dem Lied den Rockstar Vasco Rossi, dem sie damit an der Spitze der Downloadcharts Konkurrenz machten. In den Download-Jahrescharts gelang ihnen Platz fünf.                                                    |
| 18. Mai 2007 – 24. Mai 2007 1 Woche (insgesamt 2) | 2                                                | Vasco Rossi                                      | La compagnia Mogol, Carlo Donida                                                    | Auch das zweite Lied, das später als Teil der Vasco Extended Play 21 Wochen lang den ersten Platz der Singlecharts belegen sollte, schaffte es an die Spitze der Downloadcharts. Es handelt sich um ein Cover des Liedes von Marisa Sannia.                          |
| 25. Mai 2007 – 30. Mai 2007 1 Woche (insgesamt 5) | 5                                                | Gaia & Luna                                      | Come Vasco Rossi Agostino Carollo                                                   | – |
| 1. Juni 2007 – 7. Juni 2007 1 Woche (insgesamt 2) | 2                                                | Vasco Rossi                                      | La compagnia Mogol, Carlo Donida                                                    | – |
| 8. Juni 2007 – 28. Juni 2007 3 Wochen (insgesamt 5) | 5                                                | Gaia & Luna                                      | Come Vasco Rossi Agostino Carollo                                                   | – |
| 29. Juni 2007 – 5. Juli 2007 1 Woche (insgesamt 9) | 9                                                | Mika                                             | Relax (Take It Easy) Mica Penniman, Nick Van Eede                                   | In den Singlecharts gelang Mika nur mit Grace Kelly die Nummer eins, in den Downloadcharts hingegen konnten sich beide Singles an der Spitze positionieren. Relax war in Italien sogar das meistgedownloadete Lied des Jahres.                                       |
| 6. Juli 2007 – 12. Juli 2007 1 Woche | 1                                                | Simone                                           | Niente da perdere Simone Tomassini                                                  | – |
| 13. Juli 2007 – 6. September 2007 8 Wochen (insgesamt 9) | 9                                                | Mika                                             | Relax (Take It Easy) Mica Penniman, Nick Van Eede                                   | – |
| 7. September 2007 – 27. September 2007 3 Wochen | 3                                                | Tazenda feat. Eros Ramazzotti                    | Domo mia Gino Marielli, Bassi                                                       | Der sardischen Band brachte die Zusammenarbeit mit Ramazzotti einen Nummer-eins-Hit in den Downloadcharts und einen siebten Platz in der Jahreswertung. |
| 28. September 2007 – 25. Oktober 2007 4 Wochen | 4                                                | Eros Ramazzotti feat. Ricky Martin               | Non siamo soli Claudio Guidetti, Eros Ramazzotti, Kaballà, Mila Ortiz Martin        | Wie in den Singlecharts erreichte die Zusammenarbeit von Ramazzotti und Martin die Chartspitze; außerdem gelang dem Lied in beiden Jahreswertungen Platz zwei. |
| 26. Oktober 2007 – 1. November 2007 1 Woche (insgesamt 2) | 2                                                | Alicia Keys                                      | No One Alicia Keys, Kerry Brothers Jr., George M. Harry                             | – |
| 2. November 2007 – 13. Dezember 2007 6 Wochen | 6                                                | Ligabue                                          | Niente paura Luciano Ligabue                                                        | 2008 stand das Lied eine weitere Woche an der Spitze der Charts. |
| 14. Dezember 2007 – 20. Dezember 2007 1 Woche (insgesamt 2) | 2                                                | Alicia Keys                                      | No One Alicia Keys, Kerry Brothers Jr., George M. Harry                             | – |
| 21. Dezember 2007 – 27. Dezember 2007 1 Woche | 1                                                | Elvis Presley                                    | Baby Let’s Play House Arthur Gunter                                                 | Im Folgejahr verbrachte der Elvis-Remix von DJ Spankox weitere sechs Wochen auf Platz eins. |

## Alben
| ← 2006 ← | Liste der Nummer-eins-Alben in Italien | Liste der Nummer-eins-Alben in Italien | Liste der Nummer-eins-Alben in Italien | 2008 →                         |
| \| Zeitraum \| Wo. ges. \| Interpret \| Titel \| Zusätzliche Informationen \| \| (Zeitraum, Wochen auf Platz eins, Interpret, Titel, zusätzliche Informationen) \| \| \| \| \| \| ------------------------------------------------------------------------------ \| -------- \| ----------------------------------- \| --------------------- \| ------------------------------ \| \| 29. Dezember 2006 – 11. Januar 2007 2 Wochen (insgesamt 8) \| 8 \| Laura Pausini \| Io canto \| – \| \| 12. Januar 2007 – 25. Januar 2007 2 Wochen (insgesamt 7) \| 7 \| Elisa \| Soundtrack ’96–’06 \| – \| \| 26. Januar 2007 – 8. Februar 2007 2 Wochen \| 2 \| Madonna \| The Confessions Tour \| Einstieg direkt auf Platz eins \| \| 9. Februar 2007 – 15. Februar 2007 1 Woche \| 1 \| Franco Battiato \| Il vuoto \| Einstieg direkt auf Platz eins \| \| 16. Februar 2007 – 22. Februar 2007 1 Woche (insgesamt 7) \| 7 \| Elisa \| Soundtrack ’96–’06 \| – \| \| 23. Februar 2007 – 1. März 2007 1 Woche (insgesamt 2) \| 2 \| Mario Biondi \| Handful of Soul \| – \| \| 2. März 2007 – 8. März 2007 1 Woche (insgesamt 7) \| 7 \| Elisa \| Soundtrack ’96–’06 \| – \| \| 9. März 2007 – 15. März 2007 1 Woche (insgesamt 2) \| 2 \| Mario Biondi \| Handful of Soul \| – \| \| 16. März 2007 – 12. April 2007 4 Wochen (insgesamt 5) \| 5 \| Biagio Antonacci \| Vicky Love \| – \| \| 13. April 2007 – 26. April 2007 2 Wochen \| 2 \| Avril Lavigne \| The Best Damn Thing \| – \| \| 27. April 2007 – 10. Mai 2007 2 Wochen \| 2 \| Michael Bublé \| Call Me Irresponsible \| Einstieg auf Platz eins \| \| 11. Mai 2007 – 24. Mai 2007 2 Wochen \| 2 \| Linkin Park \| Minutes to Midnight \| – \| \| 25. Mai 2007 – 31. Mai 2007 1 Woche \| 1 \| Max Pezzali \| Time Out \| – \| \| 1. Juni 2007 – 7. Juni 2007 1 Woche (insgesamt 7) \| 7 \| Miguel Bosé \| Papito \| – \| \| 8. Juni 2007 – 28. Juni 2007 3 Wochen \| 3 \| Negramaro \| La finestra \| – \| \| 29. Juni 2007 – 9. August 2007 6 Wochen (insgesamt 7) \| 7 \| Miguel Bosé \| Papito \| – \| \| 10. August 2007 – 23. August 2007 2 Wochen (insgesamt 7) \| 7 \| Elisa \| Soundtrack ’96–’06 \| – \| \| 24. August 2007 – 6. September 2007 2 Wochen \| 2 \| Ben Harper & The Innocent Criminals \| Lifeline \| – \| \| 7. September 2007 – 13. September 2007 1 Woche \| 1 \| Biagio Antonacci \| Vicky Love \| – \| \| 14. September 2007 – 20. September 2007 1 Woche \| 1 \| James Blunt \| All the Lost Souls \| – \| \| 21. September 2007 – 27. September 2009 2 Wochen \| 2 \| Mina \| Todavia \| – \| \| 28. September 2007 – 11. Oktober 2007 2 Wochen \| 2 \| Bruce Springsteen \| Magic \| – \| \| 12. Oktober 2007 – 18. Oktober 2007 1 Woche \| 1 \| Francesco Renga \| Ferro e cartone \| – \| \| 19. Oktober 2007 – 25. Oktober 2007 1 Woche \| 1 \| Gigi D’Alessio \| Mi faccio in 4 \| – \| \| 26. Oktober 2007 – 15. November 2007 3 Wochen \| 3 \| Eros Ramazzotti \| e² \| – \| \| 16. November 2007 – 27. Dezember 2007 6 Wochen \| 6 \| Ligabue \| Primo tempo \| – \| \| 28. Dezember 2007 – 10. Januar 2008 2 Wochen \| 2 \| Zucchero \| All the Best \| – \| |                                        |                                        |                                        |                                |
| ← 2006 |                                        |                                        |                                        | → 2008 →                       |
| Zeitraum | Wo. ges.                               | Interpret                              | Titel                                  | Zusätzliche Informationen      |
| (Zeitraum, Wochen auf Platz eins, Interpret, Titel, zusätzliche Informationen) |                                        |                                        |                                        |                                |
| 29. Dezember 2006 – 11. Januar 2007 2 Wochen (insgesamt 8) | 8                                      | Laura Pausini                          | Io canto                               | –                              |
| 12. Januar 2007 – 25. Januar 2007 2 Wochen (insgesamt 7) | 7                                      | Elisa                                  | Soundtrack ’96–’06                     | –                              |
| 26. Januar 2007 – 8. Februar 2007 2 Wochen | 2                                      | Madonna                                | The Confessions Tour                   | Einstieg direkt auf Platz eins |
| 9. Februar 2007 – 15. Februar 2007 1 Woche | 1                                      | Franco Battiato                        | Il vuoto                               | Einstieg direkt auf Platz eins |
| 16. Februar 2007 – 22. Februar 2007 1 Woche (insgesamt 7) | 7                                      | Elisa                                  | Soundtrack ’96–’06                     | –                              |
| 23. Februar 2007 – 1. März 2007 1 Woche (insgesamt 2) | 2                                      | Mario Biondi                           | Handful of Soul                        | –                              |
| 2. März 2007 – 8. März 2007 1 Woche (insgesamt 7) | 7                                      | Elisa                                  | Soundtrack ’96–’06                     | –                              |
| 9. März 2007 – 15. März 2007 1 Woche (insgesamt 2) | 2                                      | Mario Biondi                           | Handful of Soul                        | –                              |
| 16. März 2007 – 12. April 2007 4 Wochen (insgesamt 5) | 5                                      | Biagio Antonacci                       | Vicky Love                             | –                              |
| 13. April 2007 – 26. April 2007 2 Wochen | 2                                      | Avril Lavigne                          | The Best Damn Thing                    | –                              |
| 27. April 2007 – 10. Mai 2007 2 Wochen | 2                                      | Michael Bublé                          | Call Me Irresponsible                  | Einstieg auf Platz eins        |
| 11. Mai 2007 – 24. Mai 2007 2 Wochen | 2                                      | Linkin Park                            | Minutes to Midnight                    | –                              |
| 25. Mai 2007 – 31. Mai 2007 1 Woche | 1                                      | Max Pezzali                            | Time Out                               | –                              |
| 1. Juni 2007 – 7. Juni 2007 1 Woche (insgesamt 7) | 7                                      | Miguel Bosé                            | Papito                                 | –                              |
| 8. Juni 2007 – 28. Juni 2007 3 Wochen | 3                                      | Negramaro                              | La finestra                            | –                              |
| 29. Juni 2007 – 9. August 2007 6 Wochen (insgesamt 7) | 7                                      | Miguel Bosé                            | Papito                                 | –                              |
| 10. August 2007 – 23. August 2007 2 Wochen (insgesamt 7) | 7                                      | Elisa                                  | Soundtrack ’96–’06                     | –                              |
| 24. August 2007 – 6. September 2007 2 Wochen | 2                                      | Ben Harper & The Innocent Criminals    | Lifeline                               | –                              |
| 7. September 2007 – 13. September 2007 1 Woche | 1                                      | Biagio Antonacci                       | Vicky Love                             | –                              |
| 14. September 2007 – 20. September 2007 1 Woche | 1                                      | James Blunt                            | All the Lost Souls                     | –                              |
| 21. September 2007 – 27. September 2009 2 Wochen | 2                                      | Mina                                   | Todavia                                | –                              |
| 28. September 2007 – 11. Oktober 2007 2 Wochen | 2                                      | Bruce Springsteen                      | Magic                                  | –                              |
| 12. Oktober 2007 – 18. Oktober 2007 1 Woche | 1                                      | Francesco Renga                        | Ferro e cartone                        | –                              |
| 19. Oktober 2007 – 25. Oktober 2007 1 Woche | 1                                      | Gigi D’Alessio                         | Mi faccio in 4                         | –                              |
| 26. Oktober 2007 – 15. November 2007 3 Wochen | 3                                      | Eros Ramazzotti                        | e²                                     | –                              |
| 16. November 2007 – 27. Dezember 2007 6 Wochen | 6                                      | Ligabue                                | Primo tempo                            | –                              |
| 28. Dezember 2007 – 10. Januar 2008 2 Wochen | 2                                      | Zucchero                               | All the Best                           | –                              |

## Jahreshitparaden
| ← 2006 ← | Liste der Jahres-Nummer-eins-Hits in Italien | Liste der Jahres-Nummer-eins-Hits in Italien | Liste der Jahres-Nummer-eins-Hits in Italien | 2008 →   |
| \| Singles \| Position# \| Alben \| \| -------------------------------------------------------------------------------------------------------------------------- \| --------- \| ----------------------------------- \| \| Vasco Extended Play Vasco Rossi Vasco Rossi / Mogol, Carlo Donida \| 1 \| e² Eros Ramazzotti \| \| Non siamo soli Eros Ramazzotti & Ricky Martin Claudio Guidetti, Eros Ramazzotti, Kaballà, Mila Ortiz Martin \| 2 \| Soundtrack ’96-’06 Elisa \| \| The Singles Collection Vasco Rossi – \| 3 \| Primo tempo Ligabue \| \| Beautiful Liar Beyoncé feat. Shakira Beyoncé Knowles, Mikkel Storleer Eriksen, Tor Erik Hermansen, Amanda Ghost, Ian Dench \| 4 \| Vicky Love Biagio Antonacci \| \| Grace Kelly Mika Mica Penniman, Jodi Marr, John Merchant, Dan Warner \| 5 \| Io canto Laura Pausini \| \| Musica Paolo Meneguzzi Paolo Meneguzzi, Dino Melotti, Rosario Di Bella \| 6 \| Nessuno è solo Tiziano Ferro \| \| Relax (Take It Easy) Mika Mica Penniman, Nick Van Eede \| 7 \| Gianna Best Gianna Nannini \| \| Qué hiciste Jennifer Lopez Marc Anthony, Julio Reyes, Jimena Romero \| 8 \| Call Me Irresponsible Michael Bublé \| \| Pensa Fabrizio Moro \| 9 \| Handful of Soul Mario Biondi \| \| Girlfriend Avril Lavigne Avril Lavigne, Lukasz Gottwald \| 10 \| All the Best Zucchero \| |                                              |                                              |                                              |          |
| ← 2006 |                                              |                                              |                                              | → 2008 → |
| Singles | Position#                                    | Alben                                        |                                              |          |
| Vasco Extended Play Vasco Rossi Vasco Rossi / Mogol, Carlo Donida | 1                                            | e² Eros Ramazzotti                           |                                              |          |
| Non siamo soli Eros Ramazzotti & Ricky Martin Claudio Guidetti, Eros Ramazzotti, Kaballà, Mila Ortiz Martin | 2                                            | Soundtrack ’96-’06 Elisa                     |                                              |          |
| The Singles Collection Vasco Rossi – | 3                                            | Primo tempo Ligabue                          |                                              |          |
| Beautiful Liar Beyoncé feat. Shakira Beyoncé Knowles, Mikkel Storleer Eriksen, Tor Erik Hermansen, Amanda Ghost, Ian Dench | 4                                            | Vicky Love Biagio Antonacci                  |                                              |          |
| Grace Kelly Mika Mica Penniman, Jodi Marr, John Merchant, Dan Warner | 5                                            | Io canto Laura Pausini                       |                                              |          |
| Musica Paolo Meneguzzi Paolo Meneguzzi, Dino Melotti, Rosario Di Bella | 6                                            | Nessuno è solo Tiziano Ferro                 |                                              |          |
| Relax (Take It Easy) Mika Mica Penniman, Nick Van Eede | 7                                            | Gianna Best Gianna Nannini                   |                                              |          |
| Qué hiciste Jennifer Lopez Marc Anthony, Julio Reyes, Jimena Romero | 8                                            | Call Me Irresponsible Michael Bublé          |                                              |          |
| Pensa Fabrizio Moro | 9                                            | Handful of Soul Mario Biondi                 |                                              |          |
| Girlfriend Avril Lavigne Avril Lavigne, Lukasz Gottwald | 10                                           | All the Best Zucchero                        |                                              |          |

## Belege
1. 1 2 3 4 5 6  Luca Castelli: “Relax” di Mika è il brano più scaricato in Italia nel 2007. In: LaStampa.it. 16. Januar 2008, abgerufen am 16. Oktober 2015 (italienisch).

Siehe auch: Nummer-eins-Hits 2007 in  Australien, Belgien, Dänemark, Deutschland, Finnland, Frankreich, Irland, Japan, Kanada, Kroatien, Mexiko, Neuseeland, den Niederlanden, Norwegen, Österreich, Polen, Portugal, Rumänien, Schweden, der Schweiz, Slowakei, Spanien, Südkorea, Tschechien, Ungarn, den Vereinigten Staaten und im Vereinigten Königreich.